# Staropramen

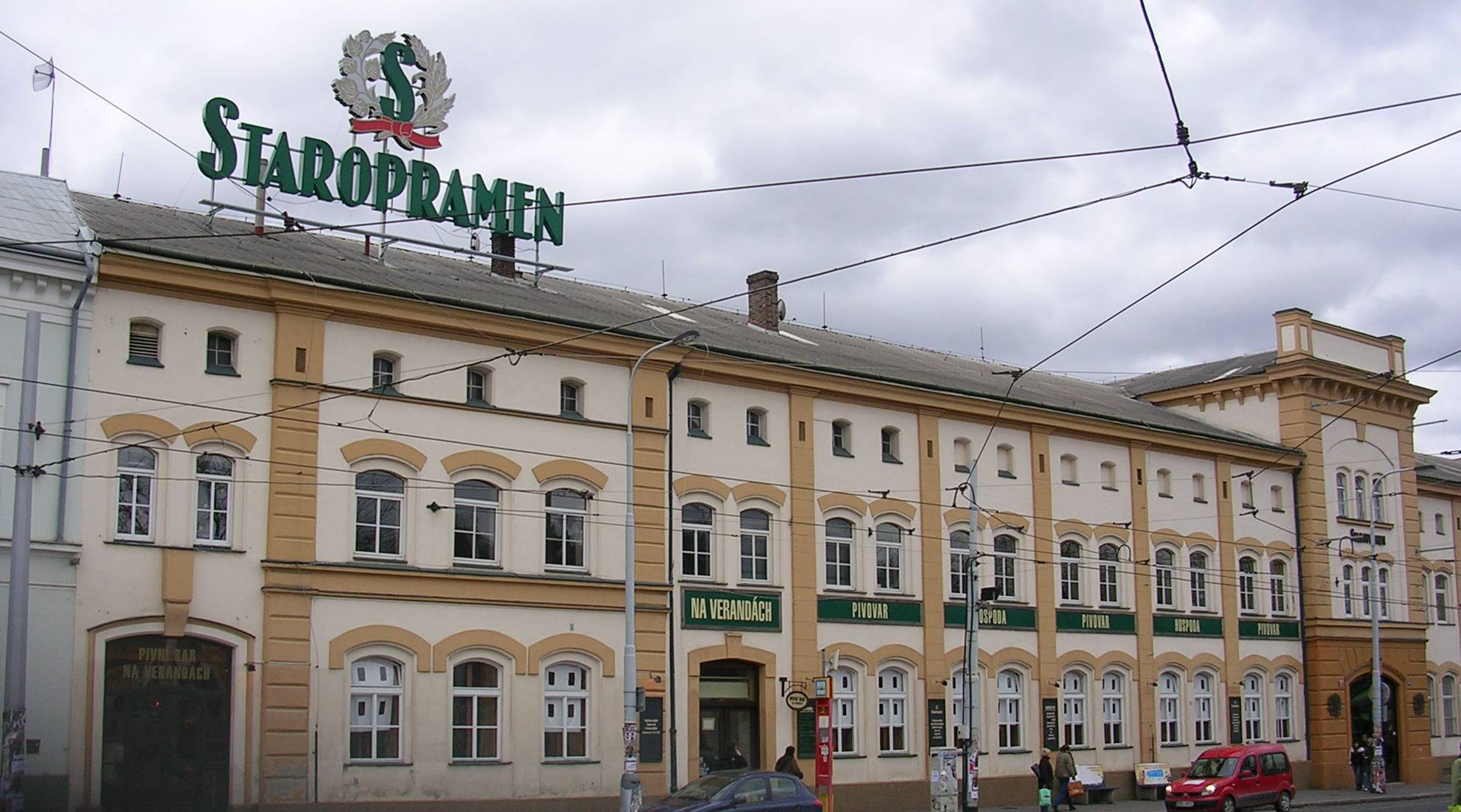
Pivovar Staropramen

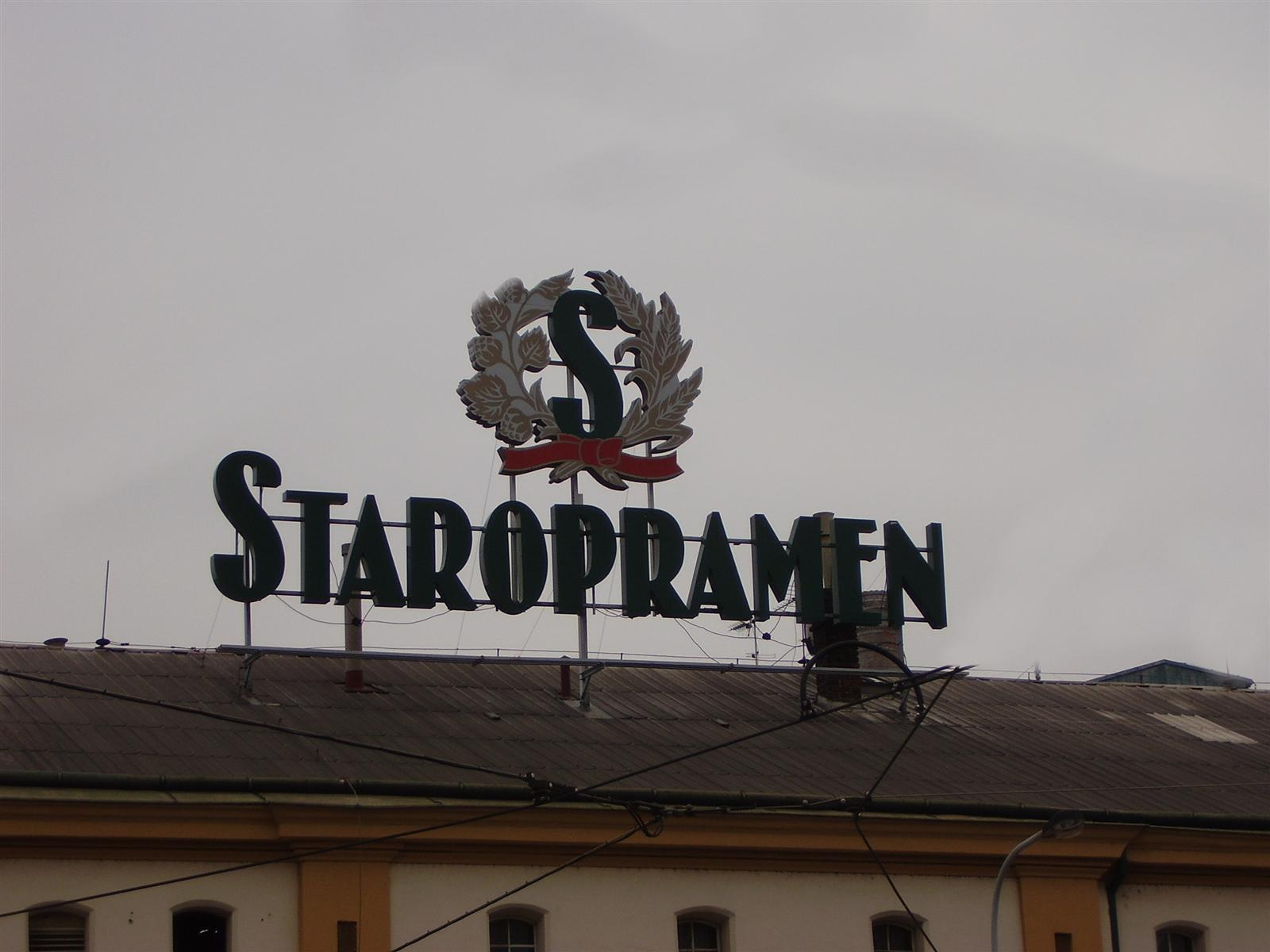
Logo Staropramenu fotografované na budově smíchovského pivovaru

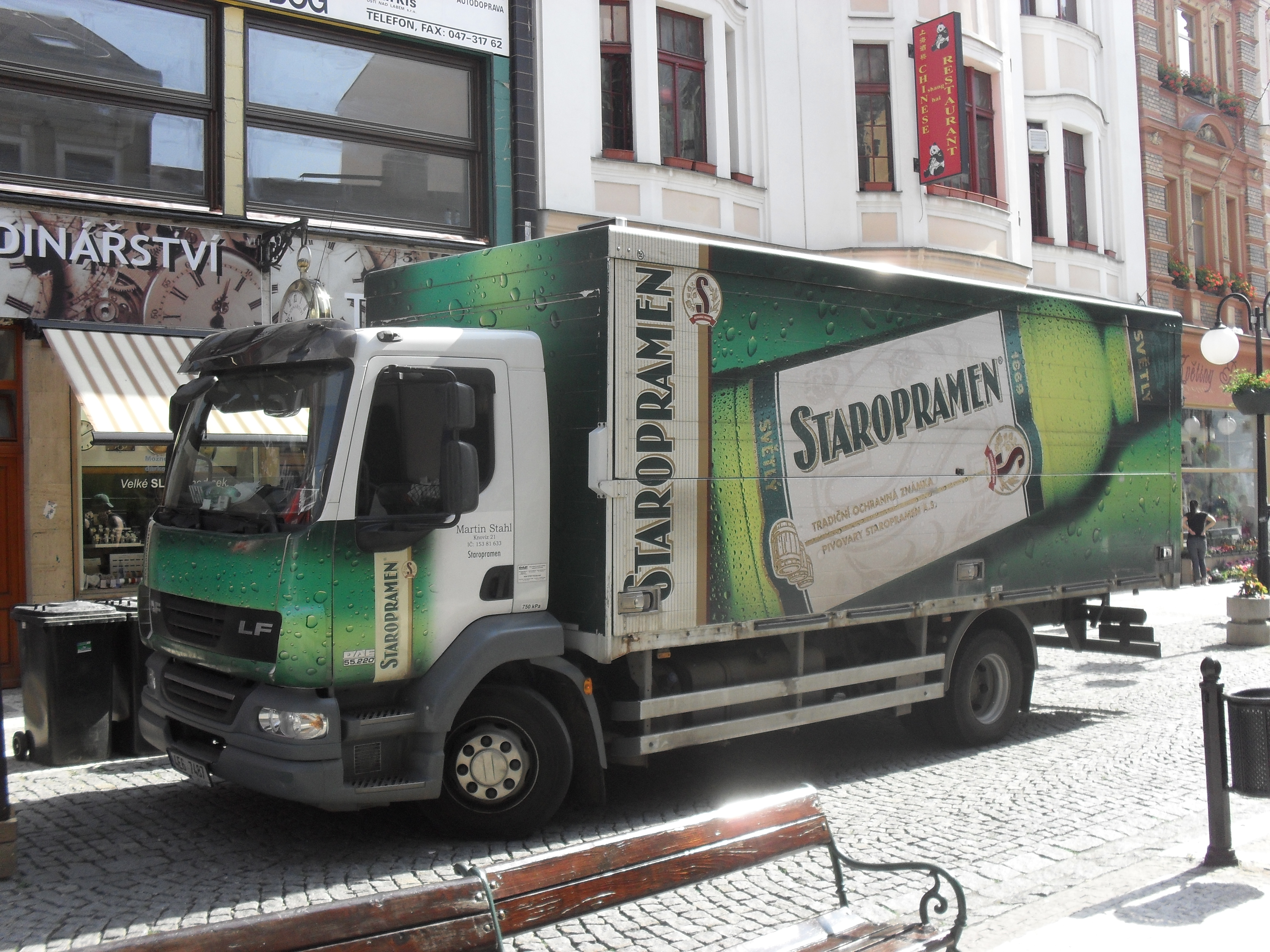
Zásobovací vozidlo společnosti Pivovar Staropramen

Staropramen je značka českého piva, vařeného od 19. století. Výrobcem je Pivovar Staropramen na pražském Smíchově, který je znám svými inovacemi v nabídce nápojů. Jeho současné portfolio zahrnuje jak piva tradiční, specifická, tak beermixy, tj. nápoje na bázi piva s příchutí ovoce.

## Historie pivovaru a značky
Pivovar Staropramen byl založen jako akciová společnost v roce 1869. Po necelých dvou letech výstavby v něm byla 1. května 1871 sládkem Petrem Quaiserem uvařena první várka piva. V prvním roce výrobní činnosti dosáhl objem produkce necelých deset tisíc hektolitrů. Pivo se začalo prodávat v létě 1871.
Významným krokem pro propagaci nového podniku bylo otevření restaurace Na Verandách na podzim roku 1871 a v roce 1880 návštěva císaře Františka Josefa I., který smíchovské pivo pochválil a podepsal se česky do pivovarské kroniky. Pivovar se od počátku své existence rozvíjel díky zavádění nových pokrokových technologií. Patřila mezi ně jedna z prvních stáčíren lahví v Rakousku-Uhersku (1876), umělé chlazení ve sklepích a spilkách na konci 19. století či modernizace a využití páry ve varně na počátku 20. století. Roku 1884 se v pivovaru začalo vařit polotmavé pivo Granát.
Když počátkem 20. století začala růst konkurence, zaregistroval si Staropramen roku 1913 svůj název jako ochrannou známku. Zlatý věk pivovaru nastal v meziválečném období. Díky modernizaci se zařadil mezi elitu tří největších evropských pivovarů. Velký rozmach ukončila krize ve třicátých letech.
Během období komunistického režimu byl pivovar státním podnikem. Pivem zásoboval zejména Prahu a nejbližší okolí. V roce 1992 vznikla společnost Pražské pivovary a.s., jejímž kmenovým pivovarem byl od počátku právě Staropramen. V roce 2003 byla firma přejmenována na Pivovary Staropramen a.s. Její součástí je dnes také pivovar Ostravar.

## Inovace a marketing
Piva značky Staropramen patří mezi široce distribuovaná tuzemská piva. Produkty pivovaru mají také velkou silnou přímou i nepřímou marketingovou podporu. V roce 1998 začal Staropramen vytvářet koncept vlastní sítě značkových restaurací Staropramen Potrefená husa, provozovaných na bázi franchisingu. První restaurace Potrefená husa byla otevřena na podzim roku 1999 na pražských Vinohradech. Další restaurace pod tímto názvem následovaly. V roce 2011 bylo pro turisty otevřeno rekonstruované Návštěvnické centrum v areálu Staropramenu na pražském Smíchově.
Roku 1999 pivovar představil nové logo, které evokuje zlatá meziválečná léta pivovaru. V tomto duchu se neslo i obnovení výroby piva Granát, které pivovar nejprve prodával pod názvem Millenium, později se vrátil k původnímu názvu Granát z počátku 20. století.
Ve stejné době došlo i na další prodejní a výrobní inovace. Roku 1997 začal Staropramen zřejmě jako první do českých obchodů dodávat multibalení deseti piv. Roku 2003 použil poprvé v celé Evropě plně dochlazený výčepní stojan. V říjnu 2003 se Staropramen stal oficiálním partnerem Sazka Arény (později O2 Arény) pro gastronomii. V roce 2006 začal používat nové a lehčí lahve, v roce 2007 pak unikátní samochladicí sud Staropramen Coolkeg. V květnu 2011 uvedl Staropramen jako první v Česku na trh nápoj na bázi piva s příchutí citronu Staropramen Cool Lemon. O rok později přišel pivovar s podobně laděným nápojem Cool Grep.
Od roku 1993 byl Pivovar Staropramen součástí britského koncernu Bass. Po mezihře v rámci belgické skupiny InBev byla vytvořena společnost StarBev, jejíž součástí se Pivovar Staropramen stal. 3. dubna 2012 však bylo oznámeno, že spolumajitelé společnosti StarBev, její manažeři a privátní kapitálový fond (tzv. Private Equity Company) CVC Capital Partners, prodali celou společnost sedmému největšímu pivovarnickému koncernu světa Molson Coors Brewing Company z USA za 2,65 miliardy eur. V zájmu sjednocení právní formy společností ve skupině Molson Coors se k 1. únoru 2013 změnila právní a tudíž i obchodní forma smíchovské společnosti na Pivovary Staropramen s.r.o.